# Dm-crypt
dm-crypt – darmowe oprogramowanie Open Source dla systemów Linux, umożliwiające szyfrowanie całych partycji „w locie”. Szyfruje dane przed samym zapisem do partycji, co uniezależnia go od systemu plików (typu partycji).
Działa na poziomie jądra i wchodzi w jego skład od wersji 2.6.4.
Potrafi szyfrować partycje, tak iż tylko po wprowadzeniu hasła możliwy jest odczyt bądź zmiana danych znajdujących się na szyfrowanej partycji. Po wprowadzeniu hasła, którym zabezpieczona jest dana partycja możliwa jest normalna praca na danym dysku, tak jakby był to każdy inny dysk dostępny w systemie. Pozwala tworzyć wirtualne woluminy, pod które można podmontować zaszyfrowany system plików zapisany w pojedynczym pliku znajdującym się na nieszyfrowanym dysku, pamięci flash z interfejsem USB, oraz na każdym innym napędzie widzianym w systemie.
Zaszyfrowane mogą być wszystkie partycje, jeśli używanym do uruchamiania systemu operacyjnego programem rozruchowym jest GRUB w wersji przynajmniej Grub 2.02~beta2-29, która wprowadza obsługę szyfrowanej partycji /boot.  Dla partycji kasowanych przy restarcie (partycja wymiany i /tmp) może stosować zmienne hasła losowe nie pytając o nie.
Część dystrybucji pozwala tworzyć fizyczne, zaszyfrowane partycje w czasie instalacji. Domyślnie zaszyfrowane partycje są montowane przy starcie systemu, a obsługa sprowadza się do podania hasła.
Po zainstalowaniu systemu możemy utworzyć je programem cryptsetup. Jedynie w ten sposób można utworzyć partycję w zbiorze, kojarząc plik z urządzeniem loop0.

## Windows
Odpowiednikiem dm-crypt dla Windowsa jest FreeOTFE. Programy dm-crypt i Free otfe pozwalają używać tej samej partycji szyfrowanej, udostępnianej jako FAT32 pod Linuksem i Windowsem.